# Весна (фільм, 1969)
«Весна» (ест. Kevade) — радянський художній фільм 1969 року, екранізація однойменної повісті Оскара Лутса. Разом з фільмами «Літо» і «Осінь» утворює трилогію, екранізує цикл повістей Оскара Лутса, який присвячений життю в парафіяльному центрі Паунвере на південному сході Естонії.

## Сюжет
Середина осені. Заняття в парафіяльному училищі Паунвере вже почалися, коли в ньому з'являється новий учень Арно Талі, який пропустив кілька тижнів через скарлатину. Вчитель Лаур садить Арно за одну парту з Йоосепом Тоотсом, непосидою і бешкетником, що обожнює всякі витівки і книжки про індіанців. Додому в свій перший шкільний день Арно повертається з дівчинкою Тееле, чий хутір Райа знаходиться по сусідству від хутора, де живе Талі. Тееле стає першим коханням романтично налаштованого Арно…
Серед колоритних учнів школи — добродушний товстун Тиніссон і простак, плакса і ябеда Георг-Адніель Кійр, який частенько стає об'єктом витівок Йоосепа Тоотса. Наприклад, Тоотс придумує безглузде ім'я для новонародженого брата Кійра — Колумбус-Хризостомус, набивається на хрестини «Колумбуса» до Кійра, де напивається з ним, потім в самий урочистий момент наречення новонародженого заводить грамофон і ховається, поставивши Кійра у незручне становище… А наступного дня Тоотс затягує страждаючого від похмілля Кійра в нетоплену лазню, роздягає його і обливає крижаною водою, після чого тікає, прихопивши одяг Георга-Адніеля…
Витівки Тоотса намагається припинити кістер, головним чином за допомогою палиці і хорошої прочуханки. Але лише вчителю Лауру, що вважає за краще впливати на учнів переконанням, вдається ненадовго вгамувати Тоотса…
Неодмінна складова життя учнів Паунвереського училища — бійки з дітьми німецьких поміщиків, учнями розташованої по сусідству гімназії. У фільмі показані дві сутички, і в обох юні естонці громлять німецьких гімназистів. У першій бійці долю битви вирішує Тоотс, який розжаривши в грубці кочергу і щипці, став припікати дупи ворогів…
Однак у тій бійці Тиніссону сильно дісталося від німців, які били його батогами. У помсту він топить, наваливши на нього важкі камені, пліт, на якому катаються річкою німці. Підозра, однак, падає на дзвонаря Крістіана Лібле, якого через це збираються позбавити своєї посади. Талі не може змиритися з такою несправедливістю, тим більше, що він встиг потоваришувати з Лібле. Здогадавшись, що потоплення плота — справа рук Тиніссона і домігшись від нього зізнання, Арно збирається розповісти всю правду кістеру. На щастя, по дорозі до кабінету кістера Арно зустрічає вчителя Лаура, якому вдається залагодити справу так, що Лібле виправдовують, Тиніссона не виганяють з училища, а на Талі не падає клеймо донощика…
Настає зима, і річка замерзає. Тоотс кличе всіх кататися на ковзанах по ще тонкій кризі. Школярі не без страху йдуть за ним, крига проламується під Тееле і вона починає тонути. Арно падає до неї на допомогу, але теж опиняється у воді. На щастя, поруч опиняється Лібле, який за допомогою мотузки витягує Арно і Тееле з ополонки. Після цього Арно надовго захворює…
Взимку в училищі з'являються ще два учні, Яан Імелік і Юрі Куслап, син батрака в господарстві Імеліків, по суті, слуга Яаана. Життєрадісний Імелік не обтяжує себе навчанням — завдання за нього робить Куслап, зате він чудово грає на каннелі, який привіз з собою в школу. Тееле забуває свого рятівника і закохується в веселого Імеліка, змушуючи жорстоко страждати бідного Талі. Якось Арно приходить в будинок до Тееле і бачить там Імеліка, який грає на каннелі…
На одній зі шкільних змін Тееле просить зіграти Імеліка веселий танець, а Тоотс затягує її в центр кола і змушує танцювати, як він її вголос називає, «наречену Талі», незважаючи на її опір. Арно не наважується втрутитися, і Тоотс з Тееле налітають на кістера і збивають його з ніг… А коли Арно, по дорозі зі школи, намагається порозумітися з Тееле, та кричить йому: «Забирайся!». Талі відчуває себе як побита собака…
Настає весна. Заняття в школі закінчуються і учні роз'їжджаються по своїх домівках. Імелік з Куслапом їдуть ще раніше, причому Імелік навіть не прощається з Тееле. Розсерджена дівчинка намагається відновити відносини з Талі, але почуття в ньому вже перегоріли…

## У ролях
- Арно Лійвер — Арно Талі
- Ааре Лаанеметс — Йоосеп Тоотс
- Рійна Хейн — Тееле з Райа
- Кальйо Кійськ — Крістіан Лібле
- Айн Лутсепп — Тиніссон
- Маргус Лепа — Георг Адніель Кійр
- Ендель Ані — кістер, він же Юрі-коротун
- Леонхард Мерзін — вчитель Лаур
- Рейн Аєдма — Яан Імелік
- Калле Еомойс — Куслап
- Тину Алвеус — Леста
- Рауль Хаарісто — Віппер
- Хейккі Коорт — Петерсон
- Хейдо Селмет — Вісак
- Іта Евер — мама Арно Талі
- Ервін Абель — батько Кійр
- Сільвія Лайдла — кухарка Лійса
- Арнольд Касук — арендатор з церковної мизи
- Евальд Тордік — пастор

## Знімальна група
- Автори сценарію: Кальйо Кійск, Вольдемар Пансо
- Режисер-постановник: Арво Круусемент
- Оператор-постановник: Харрі Рехе
- Композитор: Вельо Торміс
- Художник-постановник: Лінда Вернік
- Режисер: Хейкі Роотс
- Оператор: Альфред Ельяс
- Звукооператор: Харрії Лаанеметс
- Диригент: Ері Клас
- Художник по костюмам: Кріста Каянду
- Художник-гример: Ростислав Нікітін
- Монтаж: Людмила Розенталь
- Редактор: Сільвія Кійк
- Асистент режисера: Малль Яаксон
- Асистенти оператора: Енн Путник
- Директор: Куло Муст